# Pyrgiscus prolongatus
Pyrgiscus prolongatus is een slakkensoort uit de familie van de Pyramidellidae. De wetenschappelijke naam van de soort is voor het eerst geldig gepubliceerd in 1932 door W.H. Turton.